# Anché (Indre i Loara)
Anché – miejscowość i gmina we Francji, w Regionie Centralnym, w departamencie Indre i Loara.
Według danych na rok 1990 gminę zamieszkiwało 347 osób, a gęstość zaludnienia wynosiła 43 osoby/km² (wśród 1842 gmin Regionu Centralnego Anché plasuje się na 800. miejscu pod względem liczby ludności, natomiast pod względem powierzchni na miejscu 1241.).